# Jagodič
Jagodič je priimek v Sloveniji, ki ga je po podatkih Statističnega urada Republike Slovenije na dan 1. januarja 2010 uporabljalo 455 oseb.

## Znani nosilci priimka
- Boris Jagodič (1919—2005), dr. in žena dr. Candelaria Kršul Cordova de Jagodič (1915-2005)
- Franjo Jagodič (1902—1990), elektrotehnik, univ. profesor
- Gregor Jagodič, ekonomist - poslovne vede, strok. za turizem (DOBA...)
- Ivan Jagodič (17. stol.), pisec
- Jozafat (Martin) Jagodič (1914—1976), pater minorit (Ptujska gora)
- Klemen Jagodič, zdravnik urolog
- Lea Jagodič (*1991), košarkarica
- Marko Jagodič (*1935), elektrotehnik, član IAS, Puhova n . 2019
- Pavel Jagodič (1922—?), metalurg
- Rok Jagodič, (ajurvedski) zdravnik, terapevt
- Rudolf Jagodič (1892—?), slavist
- Stane Jagodič (*1943), slikar, grafik, karikaturist ...
- Vojko Jagodič (1912—1993), socialni pedagog
- Kaja Lin Jagodič Avguštin, performerka